# Columbia International University
Columbia International University ist eine private christliche Universität in Columbia (South Carolina) in den Vereinigten Staaten. Die Universität ist bekannt für ihre Betonung geistlicher Persönlichkeitsentwicklung, biblischer Autorität und Weltevangelisation.

## Geschichte
1923 wurde die Columbia Bible School gegründet. Der ursprüngliche Zweck war, Mitarbeitern christlicher Gemeinden einen zweijährigen Bibelkurs anzubieten. 1927 wurde entschieden, die Bibelschule in ein College umzuwandeln und den Bachelor of Arts in Bibelstudien anzubieten. Anfangs hatte das College in der City von Columbia seinen Standort. 1960 bezog das stark gewachsene College den jetzigen Campus in einem Vorort. In den 1960er Jahren wurde Robertson McQuilkin, der Sohn des ersten Rektors, Rektor und der Name der Institution zu Columbia Bible College and Seminary geändert. 1994 wurde daraus die Columbia International University. 

### Rektoren
- Robert McQuilkin, 1927–1952
- G. Allen Fleece, 1952–1966
- Robertson C. McQuilkin, 1968–1990
- Terry C. Hulbert (Interim), 1990–1991
- Johnny V. Miller, 1991–1999
- George W. Murray, 2000–2007
- William H. Jones, seit 2007

## Akademie für Weltmission Korntal
Die Columbia International University arbeitet in den akademischen Programmen eng mit der Akademie für Weltmission in Korntal zusammen. 